# Nashornalk
Der Nashornalk (Cerorhinca monocerata) ist eine Art aus der Familie der Alkenvögel, die zusammen mit anderen Meeresvögeln in großen Kolonien brütet. Der Name Nashornalk leitet sich von einer hornartigen Wulst auf dem Schnabel ab, die nur während der Brutperiode sichtbar ist.
Der Nashornalk ist der einzige rezente Vertreter der Gattung Cerorhinca. Es werden keine Unterarten für diese Art anerkannt.
Die Bestandssituation des Nashornalks wurde 2016 in der Roten Liste gefährdeter Arten der IUCN als „Least Concern (LC)“ = „nicht gefährdet“ eingestuft.

## Erscheinungsbild
Der Nashornalk ist ein mittelgroßer Alkenvogel und erreicht eine Körperlänge von 35 Zentimeter. Die Männchen sind mit durchschnittlich 510 Gramm etwas schwerer als die Weibchen, die durchschnittlich 457 Gramm wiegen. In ihrer Gestalt erinnern sie etwas an Papageitaucher, jedoch hat diese Art einen rundlicheren Kopf und vor allem einen mächtigeren Schnabel. Nashornalken nehmen an Land selten eine aufrechte Körperhaltung ein, sondern ruhen auf ihren Läufen, der Oberkörper ist dabei fast in der Horizontalen. Gelegentlich berühren sie den Boden auch mit dem Sternum. Die Iris ist hell gelb, die Beine und Zehen sind gelb mit bräunlicheren Schwimmhäuten und schwarzen Zehennägeln.
Im Prachtkleid ist der Nashornalk auf der Körperoberseite rußig braungrau, Kehle, Halsseiten und Brut sind etwas aufgehellt. Der Bauch ist weißlich. Ähnlich wie die Aethia-Arten weist auch der Nashornalk verlängerte weiße Gesichtsfedern auf. Sie verlaufen in einer Linie vom Auge bis in den Nacken, eine zweite Linie verlängerter Gesichtsfedern verläuft von der Schnabelbasis in Richtung des Mantels. Der Schnabel ist orange. Der hornartige Wulst liegt über den Nasenlöchern und kann eine Länge von bis zu 25 Millimeter haben. Das Schlichtkleid ähnelt dem Prachtkleid, es fehlt jedoch der Schnabelwulst und die verlängerten weißen Gesichtsfedern. Der Schnabel ist von einem matten Braun, der Bauch ist dunkler als im Prachtkleid gefärbt.
Jungvögel gleichen adulten Nashornalken im Schlichtkleid, jedoch ist ihr Schnabel etwas kürzer und schlanker. Die Körperoberseite ist dunkel schwarzbraun mit dunkelgrauen Kopfseiten, die Kehle ist etwas aufgehellt und eine scharfe Linie trennt die dunklere Oberbrust von der weißen Brust und dem weißen Bauch. Letzteres weist einzelne graue Federn auf, die eine undeutliche Querzeichnung bilden.

## Stimme
Nashornalken haben ein sehr umfangreiches Rufrepertoire. Während der Brutzeit sind in den Kolonien nachts Rufe zu hören, die entfernt an das Muhen von Kühen erinnern. Zum Repertoire gehören außerdem kurze, bellende Rufe sowie einzelne Laute, die aus den Nistbauen zu vernehmen sind. Ein rauer, quietschender Ruf wird von Vögeln auf hoher See ausgestoßen, die sich bedroht fühlen.
Die Ruffrequenz in den Brutkolonien ist sehr hoch. Es wird vermutet, dass sich dort auch die Paarbildung noch nicht brütender Vögel vollzieht und dass deshalb so viele Rufe zu vernehmen sind.

## Verbreitungsgebiet

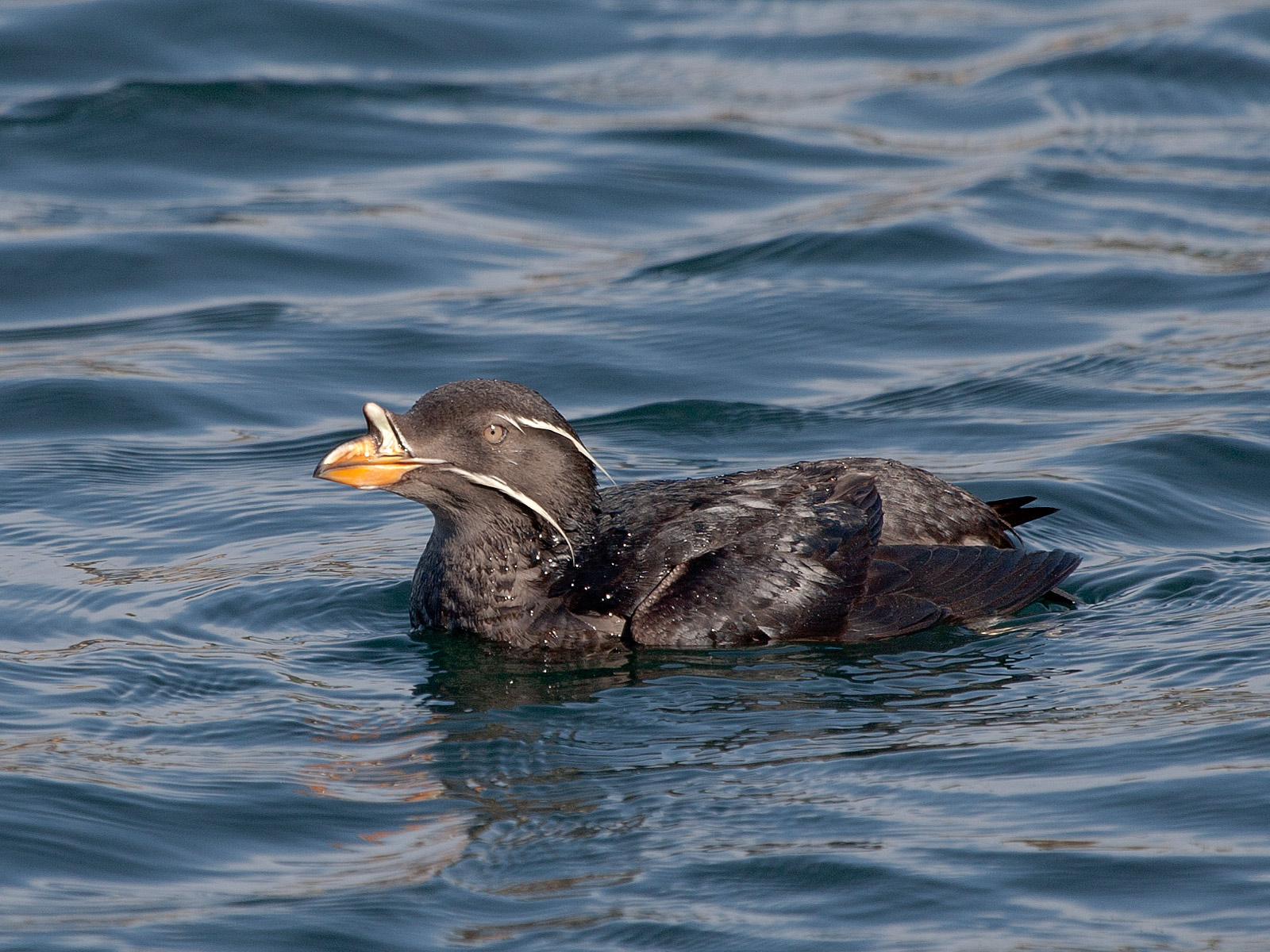
Schwimmender Nashornalk

Das Verbreitungsgebiet des Nashornalken ist der Nordpazifik. Er brütet auf Inseln von den Aleuten bis in den Norden von Honshū sowie an der Ostküste des Pazifiks bis zur Küste Kaliforniens. Zwischen der Alaska-Halbinsel und dem Norden Japans kommt die Art jedoch nur vereinzelt vor.
Während der Brutzeit werden Nashornalke überwiegend in Gewässern mit einer Oberflächentemperatur zwischen fünf und 16 Grad Celsius beobachtet. In Asien befindet sich eine der großen Brutkolonie auf der Teuri Insel (天売島), die vor der Westküste Hokkaidōs liegt. Dort brüten mehr als 350.000 Individuen. Die übrigen Kolonien an der asiatischen Küste des Pazifiks sind deutlich kleiner und umfassen lediglich einige tausend Brutvögel. Sie befinden sich auf Inseln vor der Koreanischen Halbinsel, vor der Region Primorje, Sachalin und im Süden der Kurilen. An der nordamerikanischen Küste befinden sich die meisten Brutkolonien vor der Küstenlinie des US-amerikanischen Bundesstaates Washington, British Columbia und dem Südosten Alaskas. Zu den südlichsten Brutkolonien zählen die auf Farallon-Inseln, die 43 Kilometer westlich von Golden Gate liegen, sowie die auf Año Nuevo Island.
Nach der Fortpflanzungszeit verlassen Nashornalke in der Regel die Region ihrer Brutkolonien und ziehen weiter nach Süden. Vor der Westküste von Vancouver Island können Nashornalke vor allem im August bis September beobachtet werden. Ein großer Teil der nordostpazifischen Nashornalke überwintert vor der kalifornischen Küstenlinie. An der Westküste des Pazifiks ist die Zugbewegung der Nashornalke nicht ganz so ausgeprägt. Im Winterhalbjahr werden Nashornalke vor der Küste von Tokyo beobachtet und sie erreichen gelegentlich auch Kyūshū sowie die Küste Nordostchinas.

## Nahrung
Nashornalken fressen hauptsächlich Fisch wie Sandaale oder junge Heringe, aber auch Krebstiere und Kalmare. Während ihrer Nahrungssuche halten sie sich vorwiegend in der Region von Kontinentalschelfen auf. Generell suchen sie ihre Nahrung fernab der Küste und nur während der Brutzeit sind sie auch in Küstennähe zu sehen. Ausnahmen stellen Buchten oder Sunden wie der Puget Sound oder die Monterey Bay, wo sie auch außerhalb der Brutzeit zu sehen sind. Sie präferieren Gewässer mit einer Tiefe von weniger als 15 Meter und finden ihre Nahrung eher in den mittleren Gewässertiefe und nicht am Gewässerboden. Die Tauchtiefe kann bis zu 60 Meter betragen, sie finden ihre Nahrung jedoch gewöhnlich in einer Tiefe von zehn Meter. Die Tauchlänge in flachen Gewässern beträgt 45 Sekunden, wobei sie durchschnittlich knapp 11 Sekunden zwischen den einzelnen Tauchgängen pausieren. Nach Nahrung suchen sie nur während des Tages und in der Dämmerung. Während der Nahrungssuche sind sie häufig mit Schwärmen anderer Seevögel assoziiert, darunter Silberalken, Trottellumme, Dreizehenmöwe, Pazifiktaucher und Kormorane. Es gibt keine Hinweise, dass Nashornalke bei der Nahrungssuche zusammenarbeiten, indem sie die Fischschwärme beispielsweise gezielt zusammentreiben.

## Fortpflanzung

### Kolonien
Nashornalke brüten bevorzugt auf Insel, die mehrere tausend Hektar umfassen und die bewaldet sind oder einen dichten Grasbewuchs aufweisen. Die Vögel kehren zu den Brutkolonien vor der kalifornischen und japanischen Küste bereits im Februar zurück, an Küste von Washington und British Columbia dagegen erst im März und im Alaska im April. Sobald die Jungvögel flügge geworden sind, nimmt die Anzahl der sich in den Brutkolonien aufhaltenden Nashornalke deutlich ab. Einzelne Vögel kehren jedoch zu ihren Bauen noch mehrere Wochen nach dem Ausfliegen der letzten Jungvögel zurück.

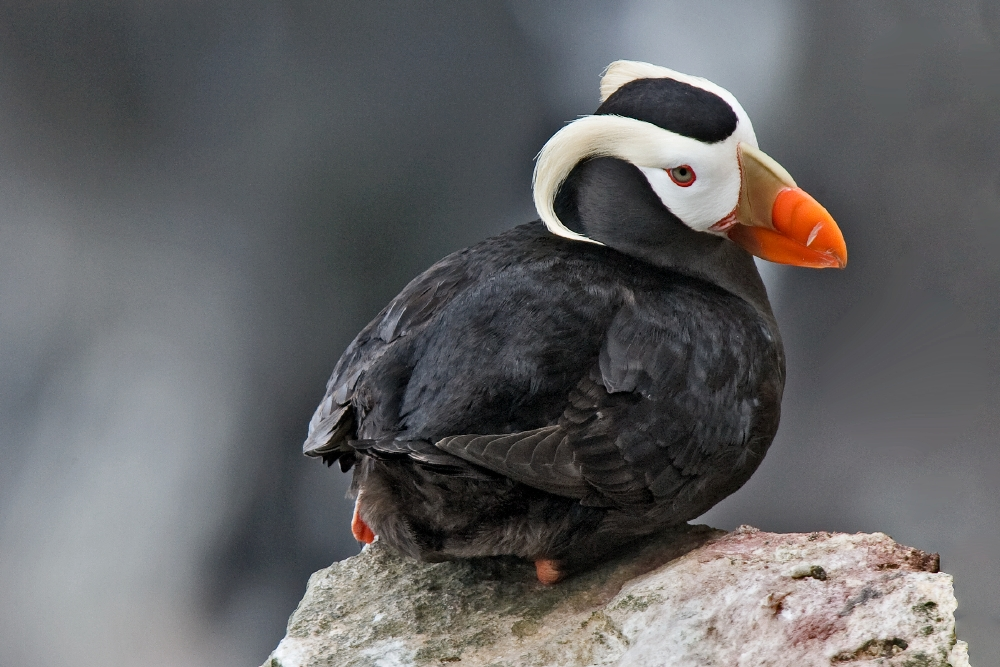
Gelbschopflunde verdrängen gelegentlich Nashornalken

Nashornalke kehren in die großen Brutkolonien überwiegend während der Nacht zurück. In einigen Gebieten sind sie allerdings auch dämmerungsaktiv und es gibt vereinzelte Brutkolonien, die auch während des Tage von den Nashornalken aufgesucht werden. In den Brutkolonien, die nur nachts von den Nashornalken besucht werden, versammeln sie sich vier Stunden, bevor sie dort  in dichten Schwärmen auf den Gewässern in der Nähe der Kolonieanlanden. Mit Beginn des Sonnenuntergangs beginnen die ersten Nashornalken über den Kolonien zu kreisen und landen dort etwa 60 bis 90 Minuten nach Sonnenuntergang. Am Morgen verlassen die ersten Brutvögel die Kolonie zwei Stunden vor Sonnenaufgang, wobei die meisten Vögel dafür die letzte Stunde vor Sonnenaufgang nutzen. An nebligen Tagen verbleiben allerdings einzelne Vögel auch noch nach der Dämmerung in den Kolonien.
Aggressives Verhalten zwischen den Nashornalken kommt in den Kolonien häufiger vor. Verteidigt wird ein schmaler Pfad zum Bau und gewöhnlich auch eine etwas erhöht liegende Stelle in der Nähe des Baues, die die Nashornalke für den Abflug nutzen. Zum Aggressionsverhalten gehört ein Nachlaufen hinter einem anderen Vogel, wobei die Flügel angehoben sind. Gelegentlich ergreifen sie einander an den Schnäbel und versuchen mit den Füßen den Bauch des anderen Vogels aufzukratzen. Jungvögel werden gelegentlich von anderen Nashornalken getötet, wenn sie im falschen Bau Zuflucht suchen. Gelegentlich nisten sie in denselben Kolonien wie Aleutenalk oder Gelbschopflund. Dabei zerbrechen Nashornalke gelegentlich gezielt die Eier von Aleutenalken oder töten gar deren Jungvögel. Auf den Farallon-Inseln werden sie dagegen von den Gelbschopflunden vertrieben. Auf der japanischen Insel Teuri verdrängen Nashornalken auch Japanmöwen.

### Niströhre
Nashornalken brüten in Bauen, die zwischen einem und fünf Meter tief sind und unter Gras, niedrigem Gebüsch oder Baumwurzeln liegen. Auf Protection Island, einer Insel vor der Küste Washingtons, befinden sich die Baue gewöhnlich mehr als zehn Meter über Meeresniveau. Auf zwei Quadratmeter findet sich dort ein Bau. Bei den Brutkolonien, die auf Inseln vor British Columbia und dem Südosten Alaskas liegen, finden sich Baue bis zu zweihundert Meter über Meeresniveau. Dort liegen sie in den Wälder, der Boden ist nur spärlich bewachsen. Zum Graben der Baue setzen Nashornalken Schnabel und Krallen ein, beide Elternvögel sind am Graben beteiligt. Pro Nacht, in denen sie graben, verlängern sie die Niströhre um bis zu achtzehn Zentimeter.

### Gelege und Jungvogel

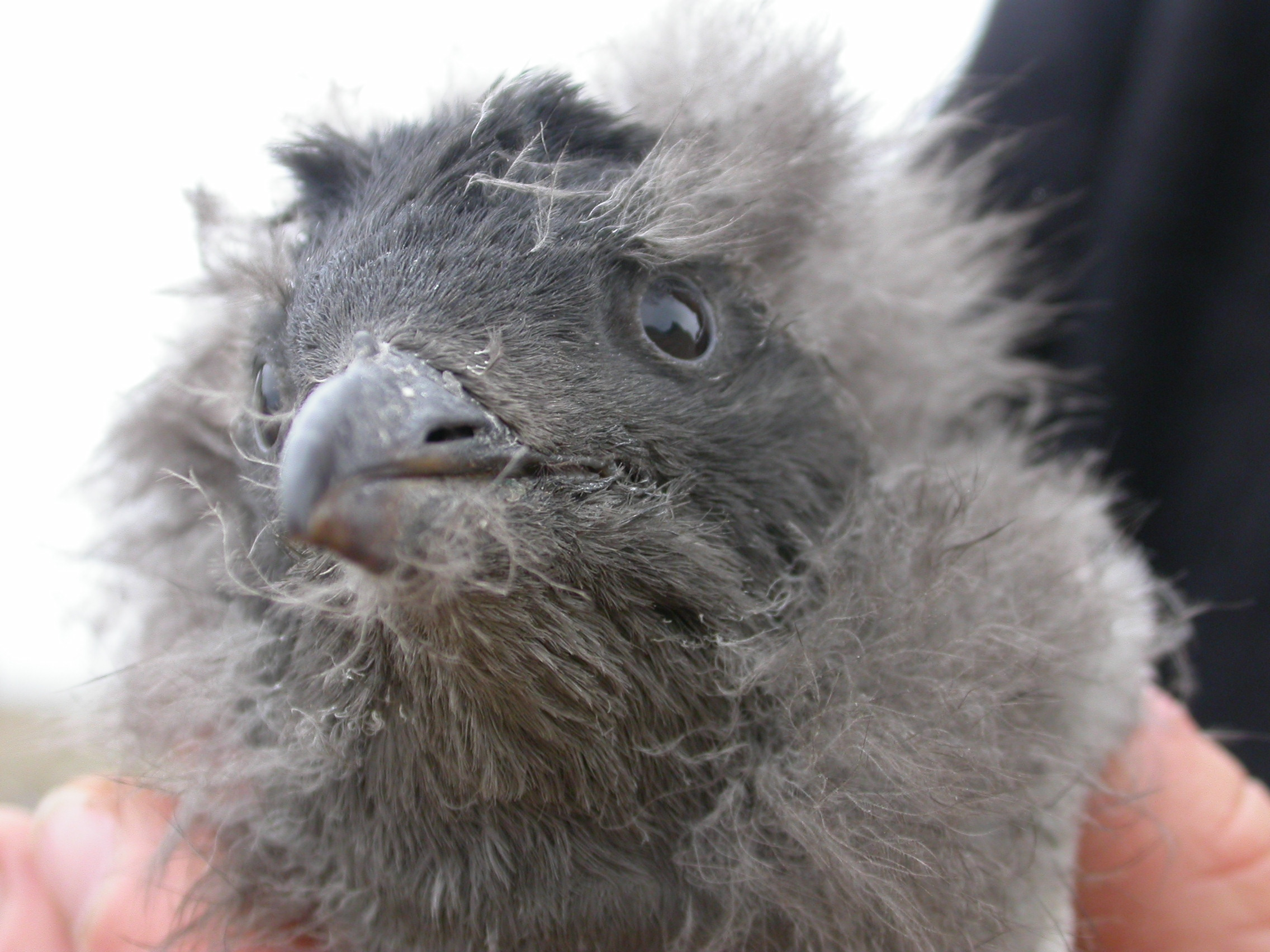
Jungvogel des Nashornalkes

Der Zeitpunkt der Eiablage ist abhängig von der geographischen Breite. Bei den Brutkolonien vor der Küste Kaliforniens fällt der Höhepunkt der Eiablage auf Mitte April, vor Alaska dagegen auf Ende Mai bis Anfang Juni. Die vorherrschenden Wetterbedingungen beeinflussen jedoch die Eiablage. So unterschied sich der Höhepunkt der Eiablage auf der japanischen Insel Teuri in zwei Beobachtungsjahren vom 25. Mai auf den 8. Juni. Ursache dieser Verschiebung war eine anhaltende Schneedecke. Wie für viele Alkenvögel typisch legen Nashornalken nur ein Ei. Dieses ist elliptisch, weißlich und weist schwache lilafarbene oder violette Flecken auf. Ein frisch gelegte Ei wiegt durchschnittlich 77 Gramm, was etwa 16 Prozent der Körpermasse eines ausgewachsenen Nashornalkes entspricht. Die Brut beginnt sofort nach der Eiablage, wird aber gelegentlich für bis zu vier Tage unterbrochen. Dies hat keine Auswirkung auf die Schlupfrate. Es sind beide Elternvögel an der Brut beteiligt, wobei sie sich in der Regel in Intervallen von 24 Stunden ablösen. Beide Elternvögel weisen je zwei Brutflecken auf. Die durchschnittliche Brutdauer beträgt 45 Tage.
Frisch geschlüpfte Nashornalken sind mit dichten Daunen bedeckt und können sofort laufen. Sie wiegen durchschnittlich 54,5 Gramm. Ihre Körpertemperatur können sie ab dem zweiten Lebenstag selbst regulieren. Sie weisen auf dem Schnabel bereits Andeutungen des Schnabelwulstes auf. Sie werden von beiden Elternvögeln während der Nacht gefüttert, die durchschnittlich jeweils 36,3 Gramm Futter herbeitragen. Bedingt dadurch, dass Nashornalke nur tagsüber nach Nahrung suchen und erst nachts in die Brutkolonie zurückkehren, erhalten sie in der Regel nur zwei Mal während der Nacht Futter. Die tägliche Gewichtszunahme zwischen dem zehnten und vierzigsten Lebenstag beträgt zwischen 5,2 und 7,1 Gramm pro Tag. Zum Zeitpunkt des Flügge-werdens haben sie gewöhnlich ein Körpergewicht zwischen 266 und 384 Gramm. Die Jungvögel kommen gelegentlich während der Nacht zum Eingang der Niströhre, während des Tages bleiben sie jedoch in der eigentlichen Nistkammer. Sie verlassen die Brutkolonie in der Regel um ihren 50. Lebenstag. Die hohe See erreichen sie, indem die Jungvögel entweder zum Meer laufen oder flattern. Ihr Gefieder ist zu dem Zeitpunkt vollständig vorhanden, sie weisen allerdings gewöhnlich am Nacken und Rumpf noch einige Daunenfedern auf. Die Flügellänge entspricht zu dem Zeitpunkt etwa 83 bis 86 Prozent der adulten Vögel.

## Reproduktionserfolg und Lebenserwartung

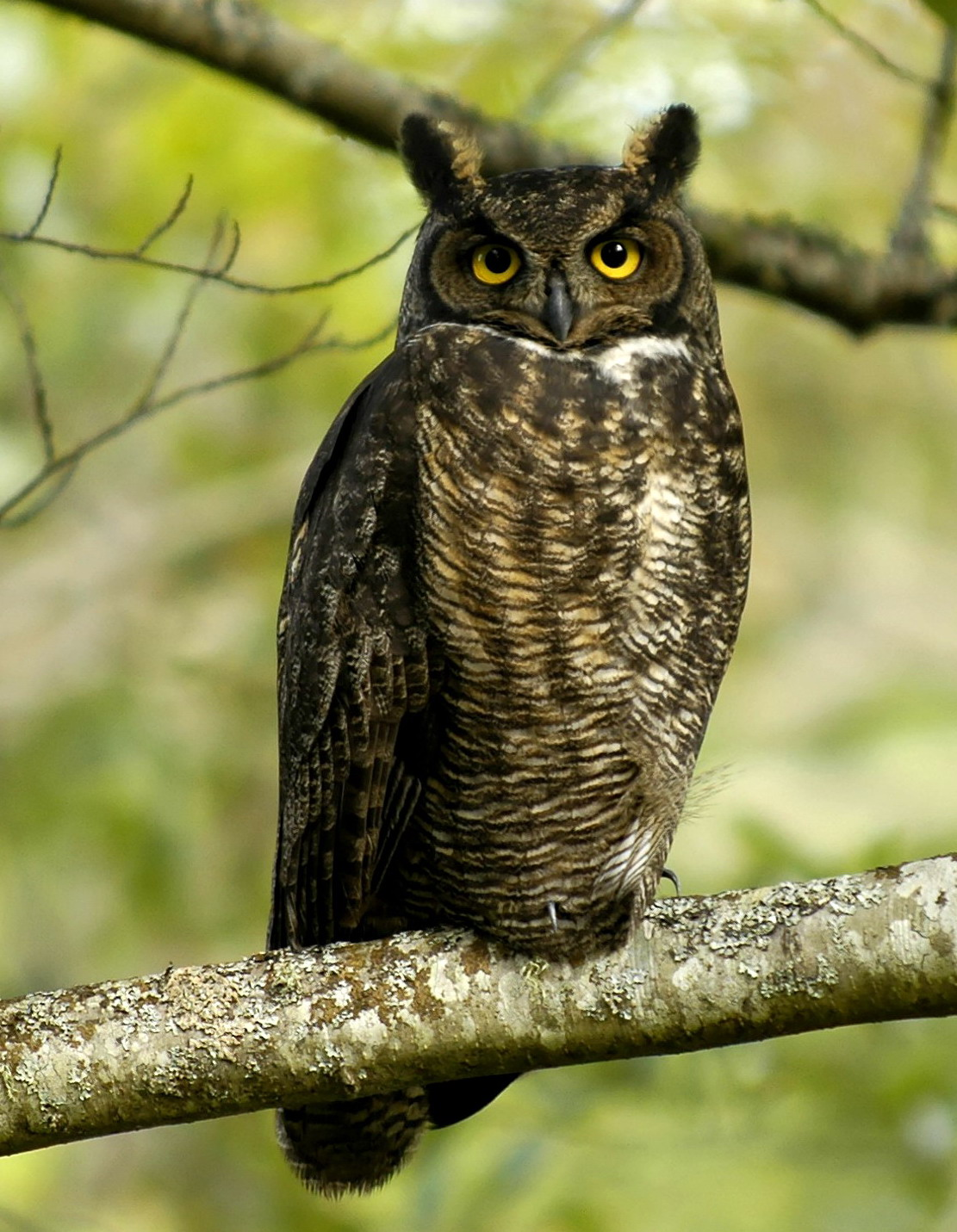
Virginia-Uhu, einer der Prädatoren des Nashornalks

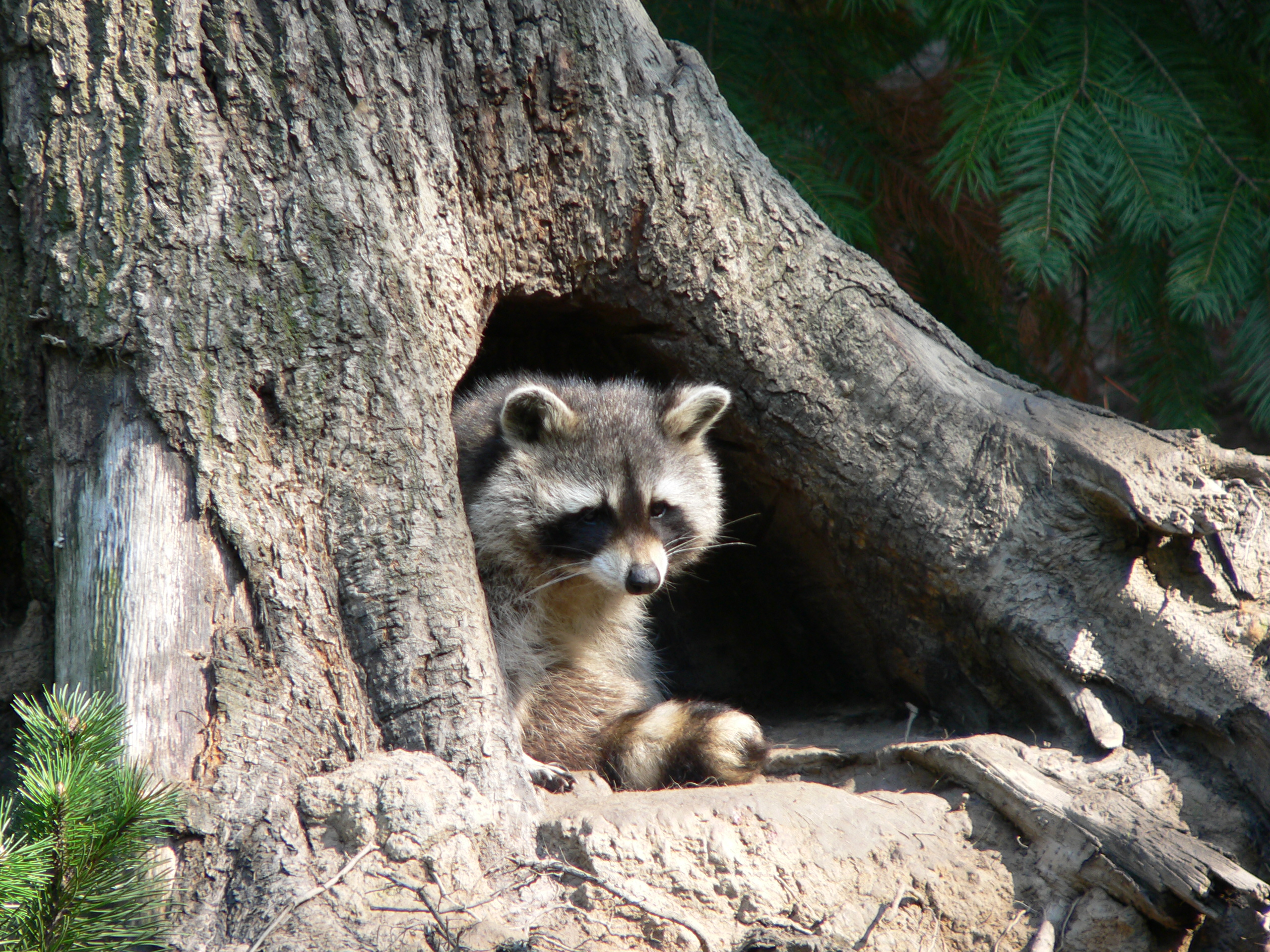
Waschbären haben auf Haida Gwaii die Zahl der Nashornalke deutlich reduziert

Der Bruterfolg von Nashornalken wird zum Teil erheblich beeinträchtigt, wenn Menschen sich in den Brutkolonien aufhalten. Es liegen deswegen nur sehr eingeschränkt Daten vor. Auf Protection Island kamen in den Teilen der Brutkolonie, in denen Beobachter anwesend waren, auf 100 Gelege nur 28 bis 30 flügge gewordene Jungvögel. Der Bruterfolg in den ungestörten Teilen der Brutkolonie wird dagegen auf 81 bis 91 flügge werdende Jungvögel je 100 Gelege geschätzt. Ähnlich Schätzungen liegen auch für andere Inseln vor. Davon abweichend war auf Triangle Island, einer Insel vor der Küste British Columbias, der Reproduktionserfolg deutlich niedriger und wird auf nur 32 bis 62 Prozent geschätzt.
Zu den Prädatoren der Nashornalken gehören Weißkopfseeadler, Virginia-Uhus und Wanderfalken. An der nordamerikanischen Küsten versammeln sich regelmäßig Weißkopfseeadler bei Einbruch der Dämmerung, um Alkenvögel und darunter auch Nashornalken zu jagen. Auch Wanderfalken sind regelmäßig bei der Jagd auf Alkenvögel erfolgreich. Auf einer Insel vor der Küste des US-amerikanischen Bundesstaates Washington starben von dort 300 brütenden Alkenvögeln mindestens 69 durch Wanderfalken. Auch Kleptoparasitismus ist in Nashornalkenkolonien regelmäßig zu beobachten. Auf der japanischen Insel Teuri zeigen sowohl Japanmöwen als auch Kamtschatkamöwen während der Brutzeit der Nashornalken einen Aktivitätshöhepunkt nach Einbruch der Dämmerung. Sie jagen dann den zurückkehrenden Nashornalken das Futter ab. Das Risiko eines Kleptoparasitismus sinkt, wenn es dunkler wird. Allerdings ist dann das Verletzungsrisiko der zurückkehrender Nashornalken deutlich höher, weil sie Hindernisse nicht mehr erkennen können. Nach Ansicht der Ornithologen Anthony J. Gaston und Ian L. Jones ist sowohl der Kleptoparasitismus als auch die Gefahr durch Prädatoren der Grund, warum Nashornalke nur nachts in ihre Brutkolonien zurückkehren.
Die Mortalitätsrate von Nashornalken konnte bislang nur unzureichend ermittelt werden. Es wurden jedoch beringte Vögel gefangen, die ein Lebensalter von mindestens fünfzehn Jahren erreicht hatten.

## Bestand
Die IUCN schätzt den Bestand auf mindestens 1,3 Millionen Individuen. Die Ornithologen Anthony Gaston und Ian Jones weisen in ihrer Monographie zu den Alkenvögel jedoch darauf hin, dass bei dieser Art Bestandsschätzungen ein großes Schätzrisiko haben, da Nashornalke selbst in ihren Brutkolonien nur sehr schwer zu zählen sind. Entsprechend sind auch Bestandstrends für diese Art nur schwer zu ermitteln. Auf der japanischen Insel Teuri nahmen die Bestände zwischen 1950 und 1970 jedoch deutlich zu, mehrere kleinere Brutkolonien auf anderen japanischen Inseln wiesen zwischen den 1970er und 1980er deutliche Zunahmen auf. An der nordamerikanischen Küste zeigten die Populationen, die vor der Küste Oregons, Kalifornien und British Columbia beobachtet wurden, ebenfalls seit den 1970er Jahren Zunahmen. Die Entfernung von Schafen und Kaninchen von einigen Inseln vor der US-amerikanischen Küste hat dazu beigetragen, dass hier die Bestände ebenfalls stark gestiegen sind. Eine der Inseln im Südosten der Farallon-Inseln wurde in den 1970er Jahren nach der Entfernung von Kaninchen von Nashornalken wiederbesiedelt. Die Kaninchenbaue wurden dort von den Nashornalken als Bruthöhlen genutzt, was zwischen 1973 und 1977 jährlich zu einer Verdoppelung des Bestandes führte. Erst in den 1980er Jahren stabilisierte sich der Bestand auf hohem Niveau. Auf Destruction Island, einer kleinen Insel vor der Küste des US-amerikanischen Bundesstaates Washington, stieg nach der Entfernung von Schafen der Bestand von 3.500 Brutpaaren im Jahr 1969 auf 28.000 Brutpaare im Jahre 1974 an. Anders ist jedoch der Trend auf Haida Gwaii, der einzigen Inselgruppe, auf der es nachgewiesenermaßen einen negativen Bestandstrend gibt. Eingeführte Waschbären stellen dort den Nashornalken nach, auf mindestens einer Insel tragen auch Ratten zum Bestandsrückgang bei. Auf den Aleuten und auf Inseln im Golf von Alaska hatten vermutlich eingeführte Füchse negative Auswirkungen auf den Bestand, allerdings ist dies nicht genau dokumentiert.

## Fossilgeschichte
Die Gattung Cerorhinca entwickelte sich im Nordpazifik, vermutlich im mittleren bis späten Miozän. Obwohl nur noch eine Art heute vorkommt, war die Gattung ursprünglich artenreicher und weiter verbreitet. Fossilbefunde liegen unter anderem aus Niederkalifornien vor, was deutlich südlicher ist als die heutige südliche Verbreitungsgrenze an der nordamerikanischen Küste. Es werden drei prähistorische Arten unterschieden:
- Cerorhinca dubia, (Spätes Miozän, Fund im San Barbara County, USA)
- Cerorhinca minor (Spätes Miozän/Frühes Pliozän, Fund auf Cedros Island, Mexiko)
- Cerorhinca reai (Spätes Miozän, Fund bei San Diego, USA)

## Belege